# 比尔·奥莱利
小威廉·詹姆斯·“比尔”·奥莱利（英語：William James "Bill" O'Reilly Jr.，1949年9月10日—)，美国著名电视节目主持人、作家、专栏作家，以及政治评论家。
他是政治评论节目——“奥莱利实情”的主播。身高6尺4吋寸，在节目里以沉稳的绅士嗓音、以极压迫性、语带严厉指控的连珠炮发逼问美国自由派政治人物著称。极少情况会被准备充足的自由派嘉宾反唇相讥奚落，惟脸孔丝毫不生尴尬或失笑之表情，这些访问通常会成为报章以至视频分享网站的大热门话题，包括指控史蒂芬·科拜尔抄袭主持风格、指控乔恩·史都华漠视美国白宫宴请一名作词纪念因杀警而定罪的妇人的饶舌歌手、被退役老兵指控他支持美国增兵伊拉克但自己“派别人的亲生子女去伊拉克打仗，而不派自己子女”辩护等。
二十世纪七八十年代，他曾在美国很多电视台做过新闻记者，后来进军到了哥伦比亚广播公司（CBS News）和美国广播公司（ABC News）。而1989年至1995年，他担任美国著名娱乐节目“新闻内幕”（Inside Edition）的主播。
虽然他的一些立场和正统保守派思想大相径庭，但是奥莱利仍被公认为保守评论家。同时，他自称为“传统主义者”。作为一名作家，至2014年他已著有17本书籍（包括与他人合著）。 在比尔·奥莱利于任职期间，他被多位曾为他工作的或在他的节目上出现的女性指控曾进行性骚扰和其他不轨行为。直到2017年4月，福克斯新闻频道和奥莱利共支出了超过1, 300万美元，来达成庭外和解。2017年4月19日，在对性骚扰指控的调查后，福克斯新闻频道宣布他将不会再回到节目上。

## 早期生活及教育
1949年9月10日，比尔·奥莱利出生在纽约哥伦比亚长老会医院。他的父亲老威廉·詹姆斯（William James, Sr.）来自新泽西布鲁克林，他母亲温妮弗蕾德·安吉拉·德雷克·奥莱利（Winifred Angela Drake O’Reilly）则来自新泽西蒂内克市。自十八世纪早期起，其父亲的祖辈就住在爱尔兰的卡文县。而其母亲祖籍北爱尔兰。当比尔·奥莱利出生后，他们一家搬到了新泽西的李堡市。在1951年，奥莱利一家又搬到纽约长岛的莱维敦镇（Levittown）。
他曾在韦斯特伯里镇（Westbury）圣布里吉德教会学校上学。高中就读于夏曼纳德中学（Chaminade High School），夏米纳德高中是纽约长岛市米尼奥拉镇（Mineola）的一所私立天主教中学。尽管他的父亲很想要他去夏米纳德中学，但因为大部分他的好朋友都去了公立学校——W. Tresper Clarke高中（W. Tresper Clarke High School），奥莱利也想要去那儿。奥莱利曾经是少年棒球联盟的一员，也是夏米纳德大学曲棍球队的守门员。
1967年高中毕业后，奥莱利听从了他父亲的安排，去了纽约波基普西市玛丽斯特学院（Marist College）。在大学期间，作为踢悬空球选手，奥莱利加入了国家俱乐部足球协会，同时，他又是校报的一名作者。作为历史专业的优等生，他大三时赴伦敦玛丽王后大学留学。1971年，奥莱利拿到历史系学士学位。21岁时，从玛丽斯特学院毕业后，奥莱利搬至佛罗里达州的迈阿密，并在主教佩斯高中（Monsignor Pace High School）担任了三年英语和历史教师。
1973年，奥莱利在波士顿大学深造，并获得新闻广播的硕士学位。就读于波士顿大学期间，他在很多当地报刊社和新闻周刊担任记者和专栏作家，包括波士顿凤凰传媒（The Boston Phoenix）。1995年，奥莱利被哈佛大学肯尼迪管理学院录取，并于1996年拿到公共管理硕士学位。

## 播报生涯
从波士顿大学取得新闻广播硕士学位后，比尔·奥莱利进入了位于宾夕法尼亚州斯克兰顿的WNEP-TV电视台担任记者，由此开始了他的广播电视生涯。其后又任职于达拉斯市的WFAA-TV 电视台，并因在调查性报道方面的突出表现被授予达拉斯媒体俱乐部奖。在丹佛市的KMGH-TV 电视台期间，奥莱利因对劫机事件的报道获得了人生第一个地区艾美奖（Emmy Award）。此后，奥莱利又陆续在俄勒冈州波特兰市的KATU电视台，康涅狄格州哈特福德市的WFSB电视台和波士顿的WNEV-TV（现在的WHDH-TV）任职。
1980年，奥莱利在纽约WCSB-TV电视台拥有了自己的第一个节目—七点半杂志（7:30 Magazine），并担任节目主持人。因为对腐败市警长的调查，奥莱利在WCSB-TV收获了自己的第二个地区艾美奖。1982年，奥莱利成为CBS News 电视台“晚间新闻”节目的通讯记者，并参与报道了萨尔瓦多战争（EL Slavador）和英阿马岛之争（Falklands）。奥莱利在CBS News不被重用，于是他离开了。1986年，他成为ABC News“今夜世界新闻”（World News Tonight）的通讯记者。在ABC News 的三年间，由于他的出色报道，奥莱利上百次的出现在节目中和两次全国最佳标题编辑奖上。就奥莱利的整个播报生涯而言，他是从CBS News 和ABC News开始获得全国性关注的。

### 新闻内幕
1989年，奥莱利成为全国辛迪加节目“新闻内幕”（Inside Edition）的高级通讯记者和后备主持。但仅仅三周内，奥莱利就取代大卫·弗罗斯特（David Frost）成为该节目的主持人。在奥莱利任主持的六年里，“新闻内幕”是全美收视率最高的资讯娱乐节目之一。

### 奥莱利实情
1996年，奥莱利被罗杰·埃尔斯——当时刚刚成立的福克斯新闻的总裁，聘为“奥莱利实情”(The O’Reilly Factor)的主持人。“奥莱利实情”是一档脱口秀节目，节目主要内容是对当时或长时的社会热点话题进行的采访、解读与评论。“奥莱利实情”继2000年超过CNN的“拉里金实况直播”（Larry King Live）成为全美收视第一的有线新闻节目后，连续十年稳占有线新闻节目收视鳌头。2008年，奥莱利获得人生第三个艾美奖——美国国家电视艺术与科学主席奖（National Academic of TELEVISION Arts and Sciences）。“奥莱利实情”分为几个板块，其中最著名的当属“实话实说”板块（the no spin zone），每一板块，奥莱利通常都会分别邀请一些时评记者，反方观点持有者甚至当事人作为嘉宾来到节目，与之进行讨论，辩论，乃至掐架。奥莱利在节目中有时会表现出强烈的感情，谈话中表现出强烈的进攻性，他甚至会对嘉宾说“闭嘴”、“请你离开”这类话来表达不满，这也是奥莱利主持方式和风格受争议的一个方面。奥莱利自己对此的解释是：“我喜欢掐架，而我认为人们也喜欢看掐架——这也是我们为什么这么成功的原因。”
“奥莱利实情”从周一至周五在福克斯新闻频道美国东部时间晚上8:00-9:00和太平洋时间晚上5:00-6:00首播，并于美国东部时间当天晚上11:00-12:00和次日早上5:00-6:00及太平洋时间当天晚上8:00-9:00和次日凌晨2:00-3:00重播。
除“奥莱利实情”外，奥莱利还主持这一个广播节目“The Radio Factor”，相当于“奥莱利实情”的广播版。

## 政治观点和公众认知
在“奥莱利实情”和他以前的广播节目中，比尔·奥莱利把焦点放在了与政治和文化有关的新闻和评论上奥莱利一直以来声明他没有任何信奉的政治意识形态。他在他的《奥莱利实情》一书中表示，读者“可能会在想我是保守派、自由主义者、自由论者，还是其他的什么……我不想给自己贴上这些标签，因为我相信真理是没有标签的。当我看见贪污腐败时，我就尝试去揭露它。当我发现剥削时，我就与之斗争。这就是我的政治立场。”
在2000年12月6日，纽约的《每日新闻》（Daily News）报道奥莱利自1994年起就是纽约州登记的共和党成员。当被问到这个问题时，他说他并不清楚，并在采访之后就登记为独立无党派人士了。在广播节目“广播实情”中，奥莱利称投票时并没有作为无党派人士的选项。但事实上，现场有一个写着“我不希望加入政党”的票箱。除去登记为自由人士，很多人将奥莱利视作一个保守派人物。2009年二月的民意调查显示，他的电视观众中的百分之六十六认为他们自己是保守派，百分之二十四为中立派，以及百分之三为自由主义者。在2008年11月Zogby世界基金会发起的民意调查中，奥莱利是排名第二的最受观众信赖的新闻评论员，仅次于罗西·林保。
在2003年一场与Terry Gross在全国公众广播的访谈中，奥莱利说：“在是否信奉一种政治形态的含义上，我不是一个政治人物。到今天我是一个自由的思想者，一个自由的选民，我登记的是类别是独立无党派人士……有一些基础的东西是这个国家建立的基础，我尊重它们，我不希望它们被改变。这一点让我不属于那些想要对国家进行彻底大翻修的激进现实主义者。
2007年9月，在一期“广播实情”（The Radio Factor）中奥莱利与福克斯新闻的评论员兼作家简·威廉（Juan Williams）讨论了他与阿尔·夏普顿（Al Sharpton）吃的一顿饭。奥莱利说他“简直无法相信西维亚餐厅（Sylvia's restaurant）和纽约其他餐厅没有差别的事实。我是说，尽管它是由黑人经营的，黑人投资的，但和其他餐厅是完全一样的。”他评论道在西维亚餐厅里并没有客人在“高声大叫‘伙计再给我加点儿冰茶。’”奥莱利进一步补充道：“我觉得美国黑人开始越来越会自己思考了，挣脱了夏普顿和杰克逊那些人创造的按种族定义的文化。他们正尝试着摆脱这些。‘看呐，我可以的，通过努力，通过受到教育，我可以做到。’”这段话遭到了多方的批判。CNN的罗兰德马丁提出，说美国黑人刚刚开始意识到教育的重要性是“荒唐可笑的”，而黑人让类似夏普顿或杰克逊这样的人帮他们着想完全是“白痴”。美国媒体事件（Media Matters for America）在诸多场合提到了这件事。奥莱利对此回应道：“我尝试着想要告诉听众，无论是黑人还是白人，是没有区别的，我们都是美国人。他们在电视上看到的模式化形象并不真实。”他反击美国媒体事件，声称“媒体事件歪曲了整个对话，把批判种族主义的我变成了种族主义者。”简·威廉则称对奥莱利的批评“完全是虚假的”，原评论中“没有人会觉得有任何和种族主义相关的内容，唯独除了CNN那群白痴。”威廉还表示媒体批评那些想要诚实公正讨论种族的人让人“非常沮丧”。
奥莱利一直以来都宣称他为美国平民说话的精神源于他的工人阶级背景。对此，他将在纽约列维镇的童年作为凭证。而在《华盛顿邮报》的一次采访中，奥莱利的母亲称她的家庭住在列维镇数公里外的为斯堡。自由脱口秀评论员阿尔·弗兰肯引用这段话指责奥莱利，故意虚造背景来创造工人阶级的形象。奥莱利反击说，华盛顿日报错误引用了他母亲的话，其母仍居住在他童年待的由威廉勒维建造的房子里。奥莱利在他的网站上放了一份房子抵押证明，其中显示了列维镇的邮政编码。奥莱利还说过，“在经济条件上，你并不比我来自一个更贫穷的环境。”而他的父亲，一个石油公司的会计，“一生中一年的薪水从来没有超过三万五千美金”。考虑通货膨胀的因素，1978年的三万五千美金的价值超过2001年的九万五千美元。奥莱利对此回应说，他父亲只在他职业的最后时期能拥有一年三万五千美元的收入。

## 主要社会事件

### 卢达克里斯事件
2002年8月27日，奥莱利号召美国民众抵制百事可乐。他宣称，百事可乐的代言人——卢达克里斯，一个说唱歌手，在他的歌里美化了“枪支暴力肆虐、毒品蔓延、歧视女性的生活。”
次日，迫于电视节目“奥莱利实情”（ The O'Reilly Factor）的压力，百事不得不解雇卢达克里斯。
三年后，卢达克里斯以这一事件为主题，写了《头号污点》（Number One Spot）这首歌，表达了自己内心的冤屈。
2010年，卢达克里斯在接受“雷达在线”（RadarOnline）的采访中说道，他和奥莱利在一次慈善活动中为此有过交谈，最终握手言和。

### 性骚扰诉讼
2004年10月13日，奥莱利一纸诉状以“敲诈罪”把电视节目“奥莱利实情”的女制片人安德莉亚·马斯克丽丝（Andrea Mackris）告上了法庭，宣称她以要控告自己为筹码，向自己勒索六千万美元。当日，马斯克丽丝马上起诉奥莱利性骚扰，并要求获得六千万美元的赔偿。在她的诉讼中，控告奥莱利对她进行了“对价型”（quid pro quo）和“环境型”（hostile work environment）两种形态的性骚扰，虽然不是肢体上的骚扰，但法律承认它们属于性骚扰的范畴。同时，她向纽约州最高法院提交了一份长达22页的诉状，以及详实的电话性骚扰内容证据。电话内容中记录了奥莱利不怀好意建议她使用性振荡器，还说经常以她为性幻想对象。
2004年10月15日，福克斯电视台寻求司法许可来解雇马斯克丽丝，但并未成功。
2004年10月19日，马斯克丽丝修改诉讼，起诉奥莱利、福克斯和归新闻集团所有的纽约邮报对她进行非法报复，要求赔偿。
2004年10月28日，奥莱利和马斯克丽丝达成庭外和解协议，两人撤销了所有的起诉。尽管奥莱利本人不承认自己对马斯克丽丝有过非法性骚扰，但根据他的一家之言，为了保护其家庭，他想要平息这件事情。根据几家媒体的报道，奥莱利可能为此支付了上百万的赔偿金，但是协议的具体条款不为人知。有趣的是，奥莱利对记者说：“请大家不要相信你们所看到的和所听到。”

### 阿肯事件
政治评论家米歇尔·马尔金（Michelle Malkin）、劳拉·英格拉汉姆（Laura Ingraham）、奥莱利联合批判嘻哈歌手阿肯（Akon）“歧视女性，并在他为商品代言宣传片中性骚扰一个15岁的女孩。”马尔金把她对阿肯的评论上传到了YouTube，并附上了一些来自他音乐视频和特立尼达音乐会的镜头。随后，环球唱片公司（Universal Music Group）引用数字千年版权法（DMCA）强制删除了马尔金的视频。电子前哨基金会（Electronic Frontier Foundation）也与马尔金联合，质疑环球唱片公司滥用版权法来强制撤销。2007年5月，环球唱片解除了对该视频的撤销，于是它又重返YouTube。

### 乔伊·比哈尔和乌比·戈德堡事件
2010年10月14日，电视节目《The View》主持人乔伊·比哈尔（Joy Behar）和乌比·戈德堡，在和奥莱利同台录制节目中，因为气愤而离开了舞台。他们本来在讨论“在九一一袭击事件遗址旁興建伊斯兰文化中心”这一提案，但是奥莱利说：“70%的美国人反对在世界贸易中心旁邊起清真寺，所以請不要使用「我們」。”“‘九一一袭击事件’中，是穆斯林杀害了我们。”这使得两位主持人很反感而离台。芭芭拉·沃尔特斯后来对观众说：“我们应该可以好好谈论这事，而不是直接离台。”同时，她也批评奥莱利以偏概全，「不應因為某些人（做的事）而拿一個宗教的全體說事和貶低他們」。广告后，離場的兩人返回，奥莱利也为自己刚刚对穆斯林的评论道歉：「如果有任何人覺得我是在貶低所有穆斯林，我致歉。」

### 貶低馬來西亞經濟
2025年4月15日，比爾·奧萊利在一段YouTube影片中，做出貶低馬來西亞的經濟能力的批評，影片中，他稱「馬來西亞人沒錢」，無法為中國的貿易計劃作出有意義貢獻。這番言論是在中國國家主席習近平訪問馬來西亞、簽署多項經濟合作協議的背景下發表的，引發廣泛爭議。
馬來西亞首相安華於4月18日回擊，譴責奧萊利的言論「傲慢且無知」，反映殖民主義心態和對東南亞經濟現實的誤解。

## 书籍与影视作品
比尔·奥莱利还是一个专栏作家和畅销书作家。他早期涉足过小说领域，作品例如写于1998年的《那些侵犯的人：关于谋杀和电视的小说》（Those Who Trespass: A Novel of Murder and Television)。后期，他开始放弃小说创作，转而创作了一系列社会评论类的作品。这些作品的着眼点大部分是他对于植根于美国人思想中的“世俗自由主义（secular-liberal）”的负面影响而进行的批判。这系列作品中，主要包括《奥莱利因素：美国社会中的正面，负面，与完全荒谬面（2000）》（The O’Reilly Factor: The Good, Bad, and Completely Ridiculous in American Life)，《谁在寻找你？（2003）》（Who’s Looking Out for You?），《勇士文化（2006）》（Culture Warrior），以及《钉头和爱国者：当你站在奥巴马的时代（2010）》（Pinheads and Patriots: Where You Stand in the Age of Obama）。此外，奥莱利也在青少年读者中，灌输他的哲理，比如他和查尔斯·弗劳尔斯（Charles Flowers）一起著成的两部作品：《给孩子的奥莱利因素：美国家庭的生存指南（2004）》（The O’Reilly Factor for Kids: A Survival Guide for America’s Families），以及《孩子也是美国人（2007）》（Kids Are Americans, Too）。《一大块新鲜的人性（2008）》（A Bold Fresh Piece of Humanity）是一部记录奥莱利政治意识形态完善的回忆录。他与马丁·杜佳德一起完成的作品《杀死林肯：永远改变美国的惊人刺杀（2011）》（Killing Lincoln: The Shocking Assassination That Changed America Forever|Killing Lincoln: The Shocking Assassination That Changed America Forever）以及《杀死肯尼迪：卡米洛特的终结（2012）》（Killing Kennedy: The End of Camelot），分别分析了美国前总统亚伯拉罕·林肯（Abraham Lincoln）和约翰·F·肯尼迪（John F. Kennedy）的案件。此外，奥莱利的新书《杀死耶稣：一段历史》（Killing Jesus: A History）已经被国家地理频道改编为电视专题片。
另外，比尔·奥莱利在《变形金刚·月黑之时》、《钢铁侠II》、《美国颂歌》等电影中，均有亮相。